# قربط صحراوي
قربط صحراوي أو قطينة (الاسم العلمي: Filago desertorum) هو نوع من النباتات يتبع جنس القربط من الفصيلة النجمية.